# Six-Red World Championship
Il Six-Red World Championship è un torneo professionistico di snooker, non valido per il Ranking, che si è disputato dal 2008 al 2010 e dal 2012 al 2019 a Bangkok, in Thailandia.

## Regolamento
A differenza della classica partita di snooker, sul tavolo da gioco si usano solo 6 rosse, come si può intuire dal nome del torneo, da abbinare ovviamente agli altri colori regolarmente.
Il Break più alto realizzabile è 75.

## Storia
È stato fondato nel 2008 con il nome di Six-Red Snooker International e a vincerlo è stato Ricky Walden su Stuart Bingham.
Nell'anno successivo il nome cambiò in Six-Red World Grand Prix per poi essere rinominato a partire dal 2010 come lo conosciamo oggi.
Il giocatore di casa Thepchaiya Un-Nooh ha vinto il torneo nel 2015 e lo ha perso in finale nel 2017.

## Albo d'oro
| Edizione      | Vincitore          | Finalista          | Risultato     | Stagione              | Città   | Impianto                                   | Tipologia   | Note   |
| ------------- | ------------------ | ------------------ | ------------- | --------------------- | ------- | ------------------------------------------ | ----------- | ------ |
| 2008          | Ricky Walden       | Stuart Bingham     | 8 - 3         | 2008-2009             | Bangkok | Montien Riverside Hotel                    | Non-Ranking | [ 2 ]  |
| 2009          | Jimmy White        | Barry Hawkins      | 8 - 6         | 2009-2010             | Bangkok | Montien Riverside Hotel                    | Non-Ranking | [ 4 ]  |
| 2010          | Mark Selby         | Ricky Walden       | 8 - 6         | 2010-2011             | Bangkok | Montien Riverside Hotel                    | Non-Ranking | [ 5 ]  |
| Non disputato | Non disputato      | Non disputato      | Non disputato | 2011-2012             |         |                                            |             |        |
| 2012          | Mark Davis         | Shaun Murphy       | 8 - 4         | 2012-2013             | Bangkok | Montien Riverside Hotel                    | Non-Ranking | [ 6 ]  |
| 2013          | Mark Davis         | Neil Robertson     | 8 - 4         | 2013-2014             | Bangkok | Montien Riverside Hotel                    | Non-Ranking | [ 7 ]  |
| 2014          | Stephen Maguire    | Ricky Walden       | 8 - 7         | 2014-2015             | Bangkok | Montien Riverside Hotel                    | Non-Ranking | [ 8 ]  |
| 2015          | Thepchaiya Un-Nooh | Liang Wenbó        | 8 - 2         | 2015-2016             | Bangkok | Fashion Island Shopping Mall               | Non-Ranking | [ 9 ]  |
| 2016          | Ding Junhui        | Stuart Bingham     | 8 - 7         | 2016-2017             | Bangkok | Bangkok Convention Center                  | Non-Ranking | [ 10 ] |
| 2017          | Mark Williams      | Thepchaiya Un-Nooh | 8 - 2         | 2017-2018             | Bangkok | Bangkok Convention Center                  | Non-Ranking | [ 11 ] |
| 2018          | Kyren Wilson       | Ding Junhui        | 8 - 4         | 2018-2019             | Bangkok | Bangkok Convention Center                  | Non-Ranking | [ 12 ] |
| 2019          | Stephen Maguire    | John Higgins       | 8 - 6         | 2019-2020             | Bangkok | Bangkok Convention Center                  | Non-Ranking | [ 13 ] |
| Non disputato | Non disputato      | Non disputato      | Non disputato | 2020-2021 - 2021-2022 |         |                                            |             |        |
| 2022          | Ding Junhui        | Thepchaiya Un-Nooh | 8 - 6         | 2022-2023             | Bangkok | Centro Congressi dell'Università Thammasat | Non-Ranking |        |
| 2024          |                    |                    |               | 2023-2024             |         |                                            |             |        |

## Statistiche

### Finalisti
| Giocatore          | Finali vinte | Finali perse | Totale |
| ------------------ | ------------ | ------------ | ------ |
| Ding Junhui        | 2            | 1            | 3      |
| Mark Davis         | 2            | 0            | 2      |
| Stephen Maguire    | 2            | 0            | 2      |
| Thepchaiya Un-Nooh | 1            | 2            | 3      |
| Ricky Walden       | 1            | 2            | 3      |
| Mark Selby         | 1            | 0            | 1      |
| Jimmy White        | 1            | 0            | 1      |
| Mark Williams      | 1            | 0            | 1      |
| Kyren Wilson       | 1            | 0            | 1      |
| Stuart Bingham     | 0            | 2            | 2      |
| Barry Hawkins      | 0            | 1            | 1      |
| John Higgins       | 0            | 1            | 1      |
| Liang Wenbó        | 0            | 1            | 1      |
| Shaun Murphy       | 0            | 1            | 1      |
| Neil Robertson     | 0            | 1            | 1      |

### Finalisti per nazione
| Nazione     | Finali vinte | Finali perse | Totale |
| ----------- | ------------ | ------------ | ------ |
| Inghilterra | 6            | 6            | 12     |
| Cina        | 2            | 2            | 4      |
| Scozia      | 2            | 1            | 3      |
| Thailandia  | 1            | 2            | 3      |
| Galles      | 1            | 0            | 1      |
| Australia   | 0            | 1            | 1      |

- Vincitore più giovane: Ricky Walden (26 anni, 2008)
- Vincitore più anziano: Jimmy White (47 anni, 2009)

### Maximum break (75)
Durante il corso delle 11 edizioni del torneo sono stati realizzati 37 maximum breaks.
| Giocatore                  | Maximum breaks | Edizione           |
| -------------------------- | -------------- | ------------------ |
| Michael Holt               | 3              | 2008 (2) - 2009    |
| Jimmy White                | 3              | 2009 - 2010 (2)    |
| Stuart Bingham             | 3              | 2010 - 2017 - 2018 |
| Andrew Pagett              | 2              | 2010 (2)           |
| Judd Trump                 | 2              | 2015 (2)           |
| Ken Doherty                | 2              | 2014 - 2015        |
| Liang Wenbó                | 2              | 2015 - 2016        |
| Thepchaiya Un-Nooh         | 2              | 2010 - 2019        |
| Saleh Mohammad             | 1              | 2008               |
| Mike Dunn                  | 1              | 2008               |
| Mark Selby                 | 1              | 2008               |
| Mohammed Shehab            | 1              | 2008               |
| Ryan Day                   | 1              | 2009               |
| Jamie Cope                 | 1              | 2010               |
| Jamie Jones                | 1              | 2010               |
| Barry Hawkins              | 1              | 2010               |
| James Wattana              | 1              | 2010               |
| Muhammad Asif              | 1              | 2014               |
| John Higgins               | 1              | 2014               |
| Kritsanut Lertsattayathorn | 1              | 2014               |
| Robert Milkins             | 1              | 2014               |
| Mark Davis                 | 1              | 2015               |
| Matthew Selt               | 1              | 2016               |
| Pankaj Advani              | 1              | 2016               |
| Noppon Saengkham           | 1              | 2017               |
| Ding Junhui                | 1              | 2018               |